# Melisa diptera
Melisa diptera är en fjärilsart som beskrevs av Walker 1854. Melisa diptera ingår i släktet Melisa och familjen björnspinnare. Inga underarter finns listade i Catalogue of Life.